# Попрад (футбольный клуб)
«Попрад» (словац. FK Poprad) — словацкий футбольный клуб из одноимённого города. На данный момент выступает во второй по силе футбольной лиге Словакии.

## История

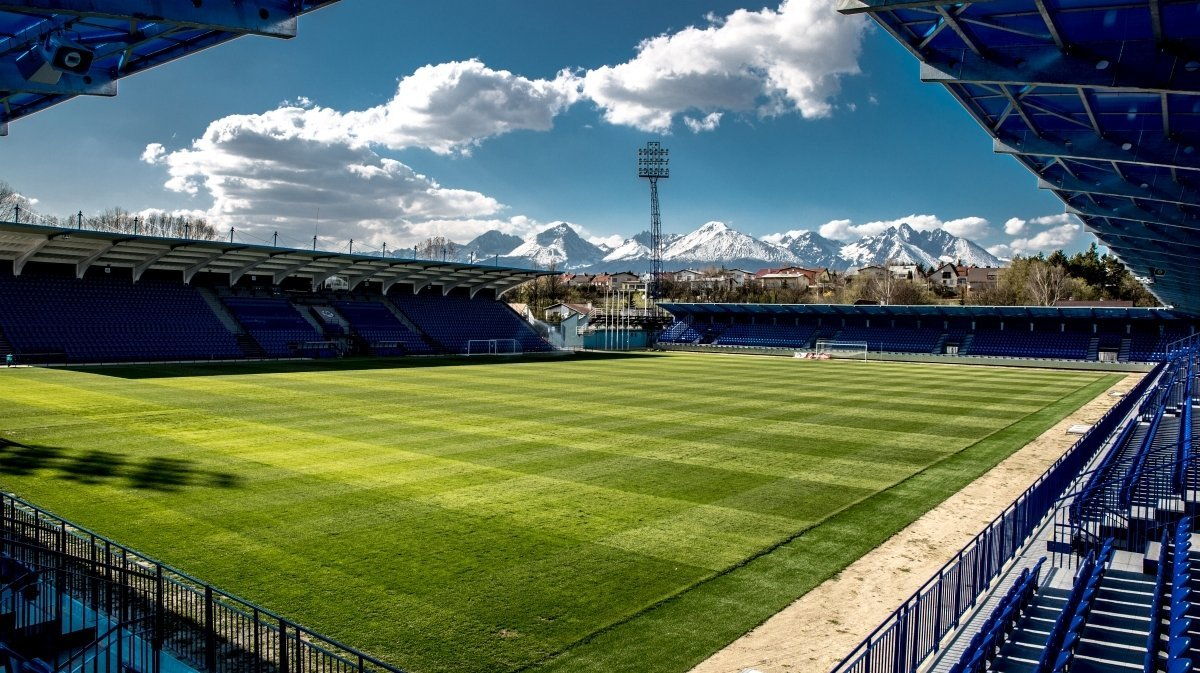
НТЦ Попрад

Футбольный клуб Попрад был основан в 1906 году Стефаном Пенткой и изначально носил название Sport Egylet. За годы своего существование команда много раз меняла своё название, так в период с 1951 по 1974 год носила название «Спартак» (Попрад), с 1975 по 2001 — «Вагонка» (Попрад). С 2010 года носит имя города.
Домашние матчи проводит на стадионе НТЦ Попрад, который был открыт в 2014 году и вмещает 5700 зрителей.
Команда так и не сумела добиться каких-либо успехов в национальном чемпионате. До 1965 года участвовала в региональных любительских соревнованиях, в 1965 году впервые включена в третий дивизион соревнований мастеров. В 1980—1985 годах выступала во втором дивизионе чемпионата Чехословакии в словацкой зоне, затем снова опустилась в низшие дивизионы. В независимой Словакии клуб в основном выступал в третьем и четвёртом дивизионах, в 2014 году впервые принял участие во втором дивизионе, где выступает до сих пор.
Наивысшим достижением клуба в истории можно назвать выход в полуфинал Кубка Словакии 2016/17.

## Спонсоры
| Период    | Фирма  | Спонсор  |
| --------- | ------ | -------- |
| 2007-08   | Legea  | AquaCity |
| 2008-2010 | Adidas | AquaCity |
| 2010–2016 | Adidas | нету     |
| 2016-н.в. | Adidas | Ritro    |

## Достижения
- Полуфинал Кубка Словакии: 2016/17